# 上田栄蔵
上田 栄蔵（うえだ えいぞう、1978年6月14日 - ）は、和歌山県橋本市出身の元競輪選手。
同じ競輪選手である鈴木謙太郎、鈴木豪の兄弟は義弟にあたる。

## 来歴
和歌山県立伊都高等学校時代、第67回及び第68回の選抜高等学校野球大会に出場。
その後、立命館大学に進み、立命館大学硬式野球部に入部。第49回全日本大学野球選手権大会でベスト4を経験。主に三塁手・遊撃手を務めた。同期には山田秋親、平本学がいる。
同大学卒業後、日本ハムへ就職したが、後に、福島県にある大谷競輪選手養成所に入所し、佐久間信司郎（日本競輪学校第39期生）の指導の下、日本競輪学校第95期適性試験に合格した。
競輪学校卒業後は、日本競輪選手会福島支部所属の選手として2009年1月9日、京王閣競輪場でデビューし2着。初勝利は同年同月23日の川崎競輪場で挙げた。
2017年5月9日に引退。最終ランクはA級3班。